# EGWORD
EGWORD（イージーワード）は、Macintosh向けの日本語ワープロソフト。Macintoshが日本語化される以前から日本語を扱ってきたワープロソフトである。2025年現在、物書堂が開発と販売を行い、macOS Sequoiaにも対応している。
2008年1月28日に開発元のエルゴソフトのパッケージソフト事業が終了したことに伴い、「egword Universal 2」を最終版としてその時点で一度は開発と販売が終了した。2017年9月4日、物書堂より、egword Universalの開発資産取得が発表され、2018年3月にMac App StoreにおいてmacOS High Sierraへの対応版がリリースされた。

## 概要
1984年1月のエルゴソフト設立と同時に開発が始まり、同年5月のビジネスシヨウに参考出品されたLisa用日本語ワープロソフト「Lingo」を源流とする。ウインドウシステム、プロポーショナルピッチ、マルチポイントを前提に開発され、アップルコンピュータジャパンも開発支援を行った。1984年9月のデータショウで「EGWord」Ver.1.0 が発表され、1985年9月にはEGWord Ver.2.1 のアップルコンピュータジャパンへの出荷が開始された。
2018年3月より、物書堂が発売したegword Universal 2.1.xは、発売中止となった2008年当時の仕様を可能な範囲で残しmacOS High Sierraに対応させるために64bitへ最適化され、旧APIは置き換えられている。egbridge Universal 2は付属せず（同社のかわせみが実質的な後継）、Microsoft Word形式との互換性はmacOSの機能に依存しているために不完全で、読み書きは一部の情報に限られる。

### かつての姉妹製品
EGBook
1987年9月に発売されたDTPソフト。EGWordの機能充実に伴い、1990年10月発売のVer.1.5 を最後にEGWordに統合された。
EGLight
1989年12月に発売された、PC-9800シリーズ（NEC）、PC-286シリーズ（EPSON）用の日本語ワープロソフト。J-3100シリーズ（東芝）、FMRシリーズ（富士通）、Panacom Mシリーズ（松下電器）、PS/55シリーズ（IBM）、DOS/Vと対応機種を増やし、Windows用EGWORDへ繋がるが、Windows版は1995年7月のVer.6.5 をもって開発が終了した。
EGWORD PURE
1996年7月に発売された機能制限廉価版。Macintosh用のほかに、ピピンアットマーク用（EGWORD PURE for Pippin）があった。
2006年7月には、EGWORDとEGWORD PUREを統合したうえで、製品名が「egword Universal」に改められた。バージョンナンバーもリセットされ1.0となっている。egword Universal 2では、電子辞書とegbridge Universal 2 を省いた廉価版「egword Universal 2 solo」が設定された。

## 評価・受賞
EGBRIDGEの高い変換効率や軽快な動作などにより多くのMacユーザに支持された。
「egword Universal」では、ユニバーサルバイナリ形式を採用し、開発環境のXcodeへの移行とともにCocoaフレームワークを使用して内部を大幅に書き直したことにより動作速度が劇的に向上した。一方でエディタモードやシナリオモード、Keynote書き出しなどの機能が削除されており、ユーザの間では賛否両論のバージョンアップとなった。全体的にはワープロとしての性格を強め、JIS組版ルールに準拠するなどDTPを強く意識した作りになっている。

### 受賞
- 1986年2月 - 日本経済新聞社 「'85日経・年間優秀製品賞」 （現「日経優秀製品・サービス賞」）
- 1987年5月 - International Computer Programs, Inc.（ICP、アメリカ・インディアナ州） 「One Million Dollar Award」
- 1993年
  - 4月 - アスキー 「MACPOWER Product of the year '92」
  - 11月 - 日経BP 「第6回 30万読者が選ぶパソコン・ベスト・ソフト」 日経MAC 文書作成部門賞
- 1994年2月 - エクシードプレス 「MACLIFE GRAND PRIX '94」 ワープロ部門 グランプリ
- 2001年10月 - 日本産業デザイン振興会 「2001年度 グッドデザイン賞」 商品デザイン部門
- 2003年10月 - 日本産業デザイン振興会 「2003年度グッドデザイン賞」 商品デザイン部門
- 2004年10月 - 日本産業デザイン振興会 「2004年度グッドデザイン賞」 商品デザイン部門
- 2006年10月 - 日本産業デザイン振興会 「2006年度グッドデザイン賞」 商品デザイン部門[4]

## 製品履歴
※注記のないものはMacintosh用。
- 1984年
  - 5月 - プロトタイプ「Lingo」をビジネスシヨウに参考出品。
  - 9月 - EGWord Ver.1.0 をデータショウで発表。
- 1985年9月 - EGWord Ver.2.1 をアップルコンピュータジャパンに出荷。
- 1986年4月 - EGWord Ver.2.2 発売。
- 1988年4月 - EGWord Ver.3.0 発売 （漢字Talk 2.0対応）。
- 1989年
  - 3月 - EGWord Ver.3.1 発売 （漢字Talk 6.0対応）。
  - 9月 - EGWord Ver.4.0 発売 （漢字Talk 6.0.2対応）。
- 1990年
  - 10月 - EGWord Ver.4.1 発売 （漢字Talk 6.0.4対応）。
  - 12月 - EGWord Classic 発売。
- 1991年
  - 8月 - EGWord Ver.4.2 発売。
  - 11月 - EGWord Classic Ver.1.1 発売。
- 1994年6月 - EGWord Ver.6.0 発売。
- 1995年7月 - Windows用 EGWORD Ver.6.5 発売。
- 1996年
  - 2月 - EGWord Ver.6.7 発売。
  - 7月 - EGWORD PURE Ver.1.0 発売。
  - 11月22日 - セガサターン用 EGWORD (キヤノン製プリンタ BJC-210J付属) 発売[5]。
- 1997年
  - 2月 - EGWORD Ver.7.0、EGWORD PURE Ver.2.0 発売。
  - 3月28日 - セガサターン用 EGWORD Ver.1.02 発売[5]。
  - 7月25日 - セガサターン用 EGWORD Ver.2.00 (デジタルカメラ対応版) 発売。フルセットと旧バージョンのユーザ向けのアップグレードキットの2種類あり。[5]
  - 11月 - EGWORD Ver.8.0、EGWORD PURE Ver.3.0 発売。
  - 12月4日 - プレイステーション用 EGWORD Ver.2.00 （通常版とビデオキャプチャー対応版）発売。
- 1998年11月 - EGWORD Ver.9.0、EGWORD PURE Ver.4.0 発売。
- 1999年11月 - EGWORD Ver.10、EGWORD PURE Ver.5.0 発売。
- 2000年9月 - 「ハローキティラブリーワープロ for Windows」 発売[6]。
- 2001年
  - 2月 - EGWORD Ver.11、EGWORD PURE Ver.6.0 発売。Mac OS X 向けベータ版の提供開始。
  - 7月 - EGWORD Ver.11、EGWORD PURE Ver.6.0 発売 （Mac OS X対応）。
- 2002年3月 - EGWORD Ver.12、EGWORD PURE Ver.7.0 発売。
- 2003年3月 - EGWORD13、EGWORD PURE 8 発売。電子辞典を標準搭載。
- 2004年10月 - EGWORD14、EGWORD PURE 9 発売。文脈解析技術「スマート・インライン変換」を採用。
- 2006年7月 - インテルプロセッサ搭載Mac対応「egword Universal」 発売。
- 2007年3月 - egword Universal 2、egword Universal 2 solo 発売。
- 2008年1月28日 - 販売終了[2]。
- 2009年1月末 - ユーザサポート終了[2]。
- 2017年9月4日 - 物書堂より、egword Universal 2のmacOS High Sierraへ向けた改修発表[3]。
- 2018年
  - 2月16日 - 物書堂より、egword Universal 2 (Version 2.1)を2018年3月14日からMac App Storeで販売開始と発表[7]。エルゴソフト版と違い、egbridgeは付属しない。
  - 6月14日 - egword Universal 2 (Version 2.1.8)リリース。アイコン刷新、「自動保存」と「バージョンを戻す」に対応[1]。
- 2020年
  - 6月2日 - egword Universal 2 (Version 2.1.22)リリース。ユニバーサルクリップボード対応[1]。
  - 11月12日 - egword Universal 2 (Version 2.1.23)リリース。macOS Big Sur, Apple M1を搭載したMacへの対応[8]。
  - 12月29日 - egword Universal 2 (Version 2.2)リリース。アイコンをmacOS Big Surのガイドラインに沿うデザインに変更、ダークモードに対応、表示品質の改善、複数の修正[1]。
- 2021年10月25日 -  egword Universal 2 (Version 2.2.13)リリース。macOS Monterey対応。行末ハイフン処理、アウトラインの見出し番号のバグ修正[1]。
- 2022年
  - 7月5日 -  egword Universal 2 (Version 2.2.16)リリース。ヘルプ刷新。カーソル表示位置など不具合修正[1]。
  - 7月29日 - egword Universal 2 (Version 2.2.17)リリース。 メモリリークに関する不具合を修正。 段落の動作に関する不具合などを修正 [1]。
  - 8月4日 -  egword Universal 2 (Version 2.2.18)リリース。 分割された表における不具合を修正[1]。
- 2023年
  - 9月25日 - egword Universal 2 (Version 2.2.19)リリース。macOS High Sierra以降macOS Sonoma対応に変更、macOS El Capitan, macOS Sierraはサポート対象外に。文章揃えの「均等」バグ修正など[1]。
  - 9月30日 - egword Universal 2 (Version 2.2.20)リリース。ぶら下がりのレイアウト不具合修正[1]。
  - 10月9日 - egword Universal 2 (Version 2.2.21)リリース。マウスドラッグでスクロールしない不具合修正[1]。
  - 12月11日 - egword Universal 2 (Version 2.2.22)リリース。不具合修正[1]。
- 2024年
  - 1月30日 - egword Universal 2 (Version 2.2.23)リリース。不具合修正[1]。
  - 2月14日 - egword Universal 2 (Version 2.2.24)リリース。不具合修正[1]。
  - 3月13日 - egword Universal 2 (Version 2.2.25)リリース。不具合修正[1]。
  - 9月28日 - egword Universal 2 (Version 2.2.26)リリース。macOS Sequoiaで、挿入メニューから画像挿入できない不具合の修正[1]。
  - 10月1日 - egword Universal 2 (Version 2.2.27)リリース。 macOS Sequoia上のクイックルックでファイルの内容が表示対応[1]。
  - 10月11日 - egword Universal 2 (Version 2.2.28)リリース。ファイルメニューの「PDFとして書き出す」でリンクが書き出されない不具合を修正[1]。
  - 11月26日 - egword Universal 2 (Version 2.2.29)リリース。しおりに見出し以外の段落が表示されることがある不具合を修正[1]。
  - 12月23日 - egword Universal 2 (Version 2.2.30)リリース。画像が正しく貼り付けられないことがある不具合を修正[1]。
- 2025年
  - 3月5日 - egword Universal 2 (Version 2.2.31)リリース。ファイル保存時にフリーズすることがある不具合修正[1]。
  - 3月25日 - egword Universal 2 (Version 2.2.32)リリース。ThumbnailExtention無効化[1]。
  - 6月3日 - egword Universal 2 (Version 2.3)リリース。
    - フラット形式ファイルで保存、新規に作成した書類から適用。「別名で保存...」で、既存のファイルもフラット形式のファイルで保存し直すことができる。フラット形式ファイルではデータが圧縮されサイズがパッケージ形式よりも小さくなる。フラット形式ファイルはegword Universal 2 バージョン 2.3以降でしか開けない。
    - ファイルメニューに「別名で保存...」を追加。
    - 回転や反転した画像を正しく表示する。互換性を保つため新規に挿入した画像から適用。
    - 印刷時に囲みが正しく描画されないことがある不具合修正。
    - 印刷時に文字の輪郭線の太さが半分になる不具合修正。
    - ファイルメニューの「バージョンを戻す」のサブメニューが選択できない不具合修正。
    - フルスクリーンの状態で保存されたファイルを開いた際にフルスクリーンの状態に復元するよう変更。
    - ファイルのサムネイルを有効にした。

  - 6月17日 = egword Universal 2 (Version 2.3.1)リリース。EGWORD形式のファイルを開けない不具合修正[1]。